# Baron Bruce of Tottenham

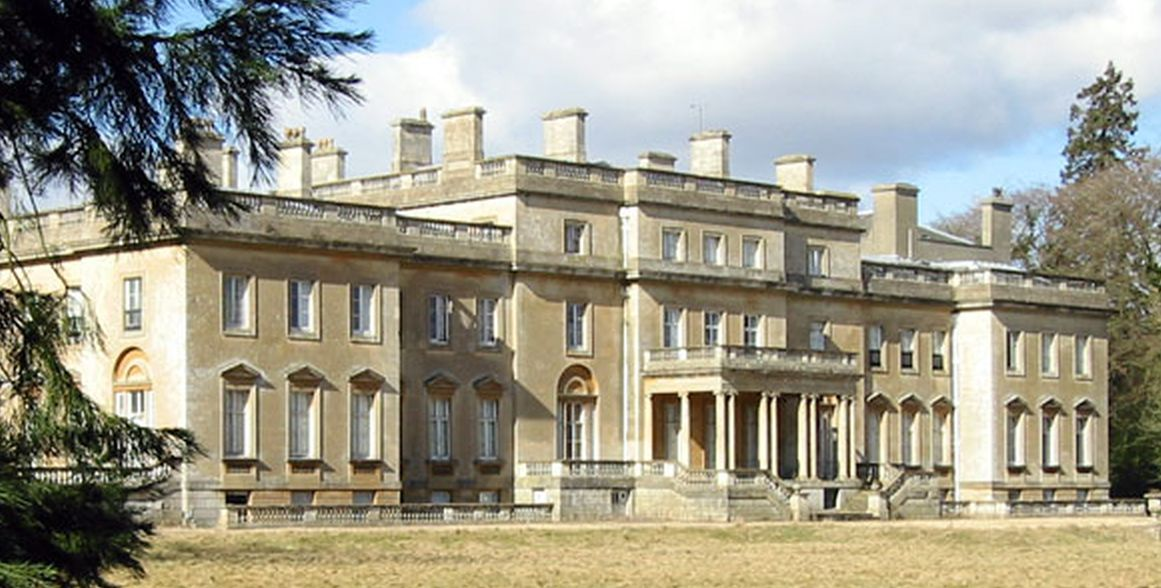
Tottenham House

Baron Bruce, of Tottenham in the County of Wilts, ist ein erblicher britischer Adelstitel in der Peerage of Great Britain.
Die territoriale Widmung des Titels bezieht sich auf das Anwesen Tottenham House in Wiltshire, das bis 1946 Familiensitz der Titelinhaber war.

## Verleihung und weitere Titel
Der Titel wurde am 17. April 1746 für Charles Bruce, 4. Earl of Elgin, geschaffen. Der Titel wurde ihm mit dem besonderen Zusatz verliehen, dass er in Ermangelung eigener männlicher Nachkommen auch an dessen Neffen Hon. Thomas Brudenell und dessen männliche Nachkommen vererbbar sei.
Er hatte bereits 1741 von seinem Vater die Titel 4. Earl of Elgin und 3. Earl of Ailesbury geerbt. Bei seinem kinderlosen Tod am 10. Februar 1747 fiel das Earldom Elgin an eine andere Linie der Familie, das Earldom Ailesbury erlosch und die Baronie Bruce of Tottenham fiel gemäß dem besonderen Zusatz an seinen Neffen als 2. Baron. Ebendieser nahm 1767 mit königlicher Lizenz den zusätzlichen Nachnamen Bruce an und am 10. Juni 1776 wurde für ihn der Titel Earl of Ailesbury neu geschaffen.
Dessen Sohn, der 2. Earl, wurde am 17. Juli 1821 auch zum Marquess of Ailesbury erhoben. Dessen Sohn, der spätere 2. Marquess, erbte am 10. Juli 1838 vorzeitig den Titel 4. Baron Bruce of Tottenham, als er durch Writ of Acceleration ins House of Lords berufen wurde. Der Titel Baron Bruce of Tottenham ist seither ein nachgeordneter Titel des jeweiligen Marquess.

## Liste der Barone Bruce of Tottenham (1746)
- Charles Bruce, 4. Earl of Elgin, 3. Earl of Ailesbury, 1. Baron Bruce of Tottenham (1682–1747)
- Thomas Brudenell-Bruce, 1. Earl of Ailesbury, 2. Baron Bruce of Tottenham (1739–1814)
- Charles Brudenell-Bruce, 1. Marquess of Ailesbury, 3. Baron Bruce of Tottenham (1773–1856)
- George Brudenell-Bruce, 2. Marquess of Ailesbury, 4. Baron Bruce of Tottenham (1804–1878) (Writ of Acceleration 1838)
- Ernest Brudenell-Bruce, 3. Marquess of Ailesbury, 5. Baron Bruce of Tottenham (1811–1886)
- George Brudenell-Bruce, 4. Marquess of Ailesbury, 6. Baron Bruce of Tottenham (1863–1894)
- Henry Brudenell-Bruce, 5. Marquess of Ailesbury, 7. Baron Bruce of Tottenham (1842–1911)
- George Brudenell-Bruce, 6. Marquess of Ailesbury, 8. Baron Bruce of Tottenham (1873–1961)
- Chandos Brudenell-Bruce, 7. Marquess of Ailesbury, 9. Baron Bruce of Tottenham (1904–1974)
- Michael Brudenell-Bruce, 8. Marquess of Ailesbury, 10. Baron Bruce of Tottenham (1926–2024)
- David Brudenell-Bruce, 9. Marquess of Ailesbury, 11. Baron Bruce of Tottenham (* 1952)

Titelerbe (Heir apparent) ist der Sohn des aktuellen Titelinhabers Thomas Brudenell-Bruce, Earl of Cardigan (* 1982).